# Crataegus jonesiae
Crataegus jonesiae es una especie de planta del género Crataegus, perteneciente a la familia Rosaceae.

## Taxonomía
Crataegus jonesiae fue descrita por Charles Sprague Sargent en 1901.

## Distribución
Se encuentra en el territorio este de Canadá hasta el noreste de Estados Unidos.